# Okraji Češke
Okraji Češke (češko Kraje České republiky) so samoupravne enote (okraji) najvišje ravni upravne delitve Češke. Država je razdeljena na 13 okrajev, poseben status pa ima še češko glavno mesto Praga, ki upravno ni del Osrednječeškega okraja, znotraj katerega leži, a služi tudi kot njegovo glavno mesto. Nadalje se delijo na okrožja (okresy), ta pa na občine.
Okraji so statistične regije tretje ravni po klasifikaciji statističnih teritorialnih enot v Evropski uniji (NUTS 3) in se za potrebe uveljavljanja kohezijske politike EU združujejo v kohezijske regije (NUTS 2). Praga in dva okraja – Osrednječeški ter Moravsko-šlezijski – so z več kot 1,2 milijona prebivalcev dovolj veliki, da so hkrati tudi regije NUTS 2.
Sedanji okraji so bili ustanovljeni leta 2000 po določilih leta 1992 sprejete češke ustave in zahtevah Evropske unije. Po padcu komunističnega režima leta 1989 je namreč vlada Petra Pitharta ukinila dotakratne okraje in prenesla večino administrativnih pristojnosti na lokalni ravni na okrožja. Leta 2003 so z uveljavitvijo obsežne reforme javne uprave večino teh pristojnosti prevzeli okraji in občine.
Med odgovornostmi okrajev so poklicno izobraževanje in nekatere specializirane osnovne šole, vzdrževanje kulturnih spomenikov, vzdrževanje cest drugega in tretjega reda, večina javne zdravstvene oskrbe ter okoljska politika.

## Seznam okrajev
|    | Okraj              | Češko ime (kraj)   | Glavno mesto     | Prebivalcev (na 1. januar 2020) | Površina (km2) | Gostota preb. (/km2) | BDP (v milijonih CZK, 2019) | BDP per capita (v tisočih CZK, 2019) |
| -- | ------------------ | ------------------ | ---------------- | ------------------------------- | -------------- | -------------------- | --------------------------- | ------------------------------------ |
| A  | Praga              | Hlavní město Praha | Praga            | 1.324.277                       | 496,10         | 2670                 | 1566,0                      | 1191,0                               |
| S  | Osrednječeški      | Středočeský        | Praga            | 1.385.141                       | 11.014,97      | 126                  | 667,4                       | 484,5                                |
| C  | Južnočeški         | Jihočeský          | Češke Budejovice | 644.083                         | 10.056,79      | 64                   | 281,8                       | 438,1                                |
| P  | Plzenski           | Plzeňský           | Plzen            | 589.899                         | 7.560,93       | 78                   | 278,7                       | 474,3                                |
| K  | Karlovarski        | Karlovarský        | Karlovi Vari     | 294.664                         | 3.314,46       | 89                   | 100,7                       | 341,5                                |
| U  | Usteški            | Ústecký            | Ústí nad Labem   | 820.965                         | 5.334,52       | 154                  | 317,0                       | 386,4                                |
| L  | Libereški          | Liberecký          | Liberec          | 443.690                         | 3.162,93       | 140                  | 182,2                       | 411,4                                |
| H  | Kralovehraški      | Královéhradecký    | Hradec Králové   | 551.647                         | 4.758,54       | 116                  | 264,2                       | 479,3                                |
| E  | Pardubiški         | Pardubický         | Pardubice        | 522.662                         | 4.518,63       | 116                  | 220,3                       | 422,7                                |
| J  | Visočinski         | Vysočina           | Jihlava          | 509.813                         | 6.795,56       | 75                   | 221,1                       | 434,0                                |
| B  | Južnomoravski      | Jihomoravský       | Brno             | 1.191.989                       | 7.194,56       | 166                  | 601,8                       | 506,0                                |
| M  | Olomuški           | Olomoucký          | Olomuc           | 632.015                         | 5.266,57       | 120                  | 264,6                       | 418,5                                |
| Z  | Zlinski            | Zlínský            | Zlín             | 582.555                         | 3.963,55       | 147                  | 266,5                       | 457,4                                |
| T  | Moravsko-šlezijski | Moravskoslezský    | Ostrava          | 1.200.539                       | 5.426,83       | 221                  | 516,6                       | 430,0                                |
| CZ | Češka              |                    | Praga            | 10.693.939                      | 78.864,92      | 136                  | 5.254.672,0                 | 492,5                                |